# Indische Persea
Die Indische Persea (Persea indica) ist eine Pflanzenart aus der Familie der Lorbeergewächse (Lauraceae). Es ist das Natursymbol von La Gomera.

## Beschreibung

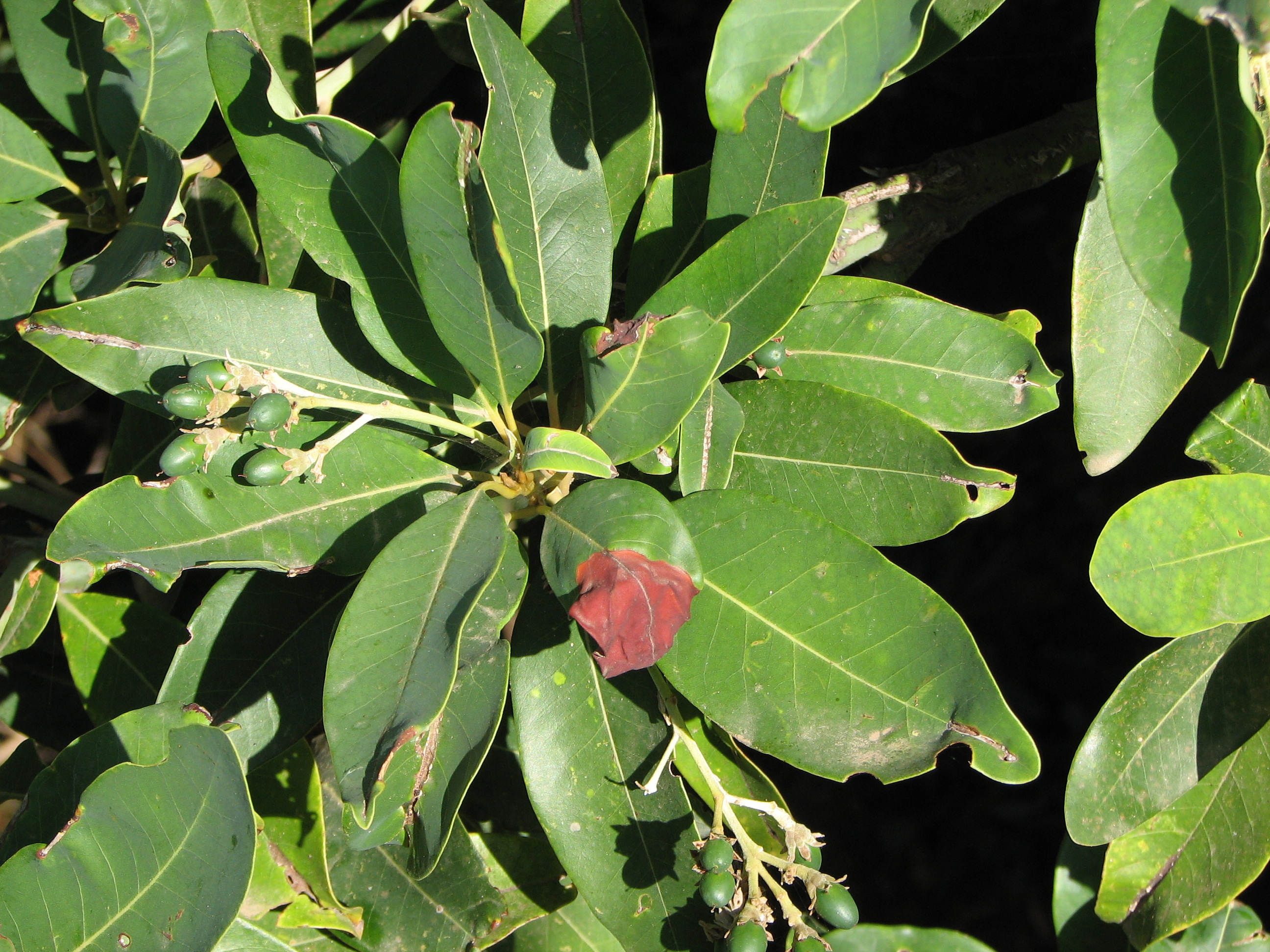
Persea indica

Die Indische Persea ist ein immergrüner Baum, mit meist kurzem Stamm, der bis über 25 Meter hoch wird. Der Stammdurchmesser kann bis über 1,5 Meter erreichen. Die grau-braune Borke ist leicht rissig. Die wechselständigen, leicht aromatischen, ledrigen, kahlen und steifen, kurz gestielten Laubblätter messen 8 bis 20 × 3 bis 8 Zentimeter und sind damit nach den Blättern von Pleiomeris canariensis, die größten im Kanarischen Lorbeerwald. Sie sind ganzrandig, länglich-lanzettlich bis elliptisch oder eilanzettlich, seltener verkehrt-eilanzettlich, stumpf bis spitz, ohne Drüsen. Sie haben auf der Unterseite einen stark hervortretenden Mittelnerv sowie zahlreiche regelmäßige Seitennerven. Vor dem Abfallen sind die Blätter orange-rot gefärbt. Der Blattrand ist oft leicht umgebogen.
Die kleinen und gestielten Blüten sind zwittrig mit einfacher Blütenhülle, gelbgrün bis weißgelb und traubig bis rispig an den Zweigenden angeordnet. Die Blütenstände sind fein behaart. Es sind 6 außen behaarte Tepalen in zwei Kreisen vorhanden sowie ein kleiner Blütenbecher. Es sind 9 kurze Staubblätter und 3 Staminodien vorhanden, die inneren 3 kürzeren Staubblätter besitzen an der Basis Drüsen. Der mittelständige Fruchtknoten ist kahl mit kurzem Griffel und breiter Narbe.
Die kleinen, ellipsoiden bis eiförmigen und einsamigen Beeren mit Perianthresten und Blütenbecher sind bis ungefähr 2 Zentimeter groß, olivenförmig, leicht fleischig, leicht „bereift“ und färben sich zur Reifezeit blauschwarz.
Die Blütezeit reicht von März bis September.
Die Chromosomenzahl beträgt 2n = 24.

## Vorkommen
Die Indische Persea kommt auf den Kanaren-Inseln La Palma, La Gomera, El Hierro, Teneriffa und Gran Canaria sowie auf Madeira endemisch vor und ist ebenfalls auf den Azoren verbreitet. Sie wächst in den Lorbeerwäldern, wo sie auch in größeren Beständen anzutreffen ist. Am häufigsten ist die Art an feuchten Standorten zu finden.

## Verwendung
Das eher seltene, relativ leichte und schöne, Holz ist rot-braun. Es ist auch unter der Bezeichnung Kanarischer(s) oder Madeira Mahagoni sowie Vinhático  bekannt, ist von forstwirtschaftlichem Interesse, da es für den Schiffbau als auch für die Möbelherstellung genutzt wurde. Die aromatische Rinde und die Blätter werden auch als natürliches Heilmittel zur Behandlung von Hautinfektionen und Magen- und Darmleiden eingesetzt.
Die Indische Persea kann auch als Ziergehölz genutzt werden.